# Вега, Георг
Барон Гео́рг Бартоломе́й Ве́га (нем. Georg Freiherr von Vega), имя при рождении: Ю́рий Ве́ха или Веховец (словен. Jurij Veha (Vehovec); 23 марта 1754 — 26 сентября 1802) — словенский и австрийский математик, артиллерийский офицер. Основные работы относятся к численному анализу. Наиболее известен публикацией классического сборника семизначных логарифмов (1783), многократно переиздававшегося во многих странах мира.
Член Академии практических наук в Майнце (1797), Физико-математического общества в Эрфурте (1798), Богемского научного общества в Праге (1800) и Прусской академии наук в Берлине (1800). С 1794 года — ассоциированный член Королевского научного общества в Гёттингене. 11 мая 1796 года награждён орденом Марии Терезии. 22 августа 1800 года, после получения высшей военной награды за безупречную службу, он получил потомственный баронский титул, право на собственный герб и чин оберст-лейтенанта (подполковника).

## Биография
Родился в крестьянской семье, в деревне Загорица близ Любляны (ныне Словения, в те годы — Священная Римская империя). Уже в школе показал незаурядные способности, в 1773 году окончил лицей в Любляне, где его школьным товарищем был Антон Линхарт, впоследствии ставший словенским историком и писателем. После лицея некоторое время работал корабельным инженером в Нижней Австрии.
В 1780 году Юрий переселился в Вену и стал там преподавателем (позднее — профессором) математики артиллерийского училища. С этого момента он подписывается как Георг Вега. В 1782–1790 годах опубликовал свой первый научный труд — четырёхтомные «Лекции по математике» (Vorlesungen über die Mathematik), заслужившие высокие оценки и восемь переизданий (последнее — в середине XIX века). Кроме основательных сведений по математике, труд содержал курс механики твёрдого тела и гидродинамики.
В 1787 году Вега женился на 16-летней чешке Йожефе Сво́бода (Jožefa Svoboda, 1771–1800). У них родились трое детей.
Как военнослужащий-артиллерист он принимал участие в войне с Османской империей (1789–1791), где успешно командовал мортирной батареей при освобождении Белграда и был произведен в майоры. Затем он был направлен в Рейнскую армию (1792) и участвовал в многочисленных конфликтах с революционной Францией. Награждён высшей австрийской военной наградой — орденом Марии-Терезии (1796). За боевые заслуги 22 августа 1800 года Веге был присвоен титул барона, с правом на герб и с передачей титула по наследству, а также военный чин оберст-лейтенанта. После заключения Кампо-Формийского мира вернулся в Вену, занимался там проектом усовершенствования мортир и математическими трудами.
Трагически погиб в 48-летнем возрасте (1802) — его тело обнаружили в водах Дуная близ Вены. Девять лет спустя у одного венского мельника обнаружили чертёжный прибор Веги. Следствие пришло к выводу, что Вега заехал туда купить у мельника лошадь, но был им убит и ограблен.

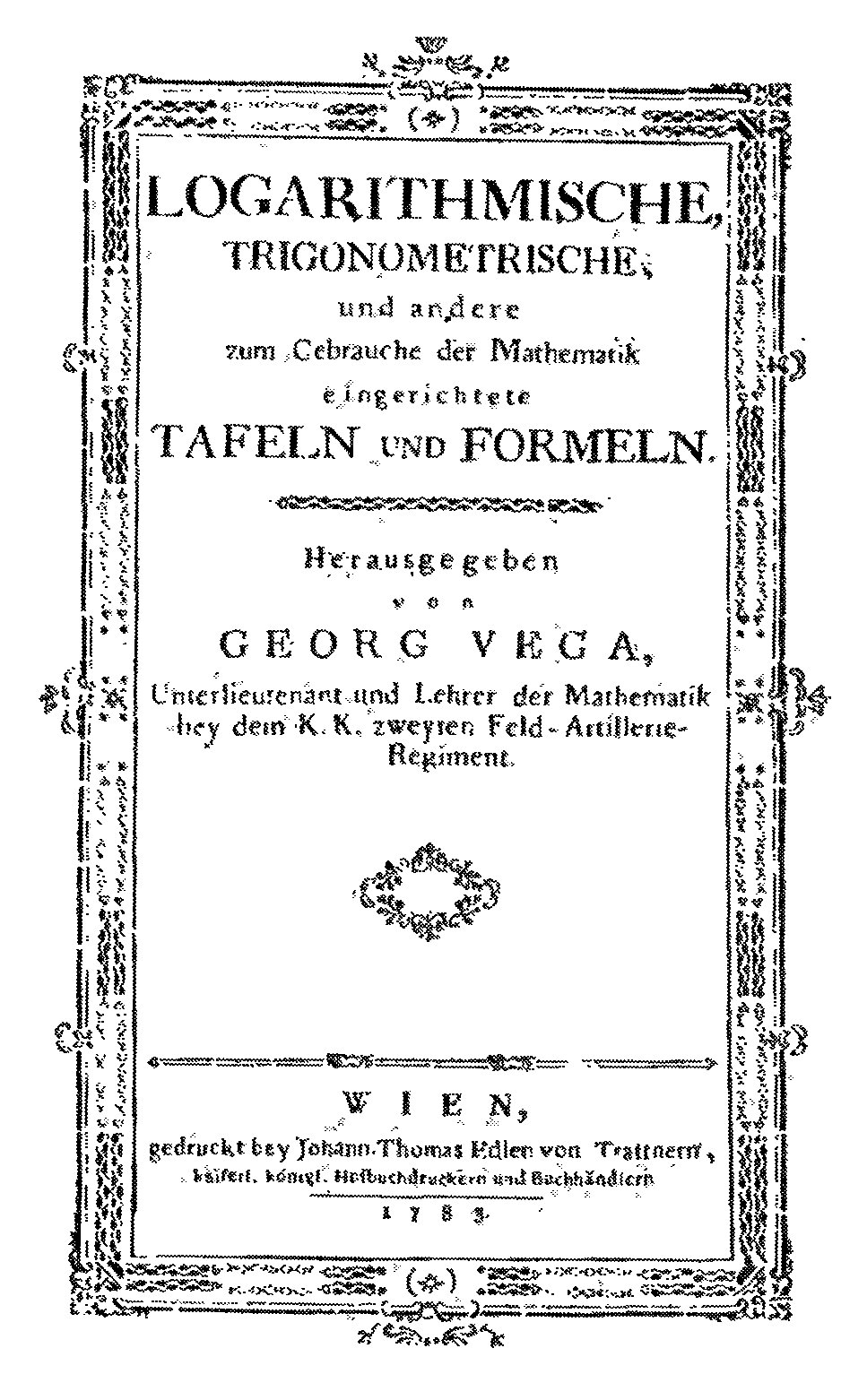
Титульный лист первого издания семизначных логарифмических таблиц Георга Веги

## Научная деятельность
Главный труд Веги — таблицы семизначных логарифмов, которые на протяжении более 150 лет перепечатывались во многих странах. Первая их редакция была опубликована в 1783 году под названием «Логарифмические, тригонометрические и другие таблицы и формулы для употребления математиков». В предисловии Вега сообщил, что ставил себе целью создать полный, недорогой и, что особо важно, свободный от ошибок сборник таблиц и формул. В своих таблицах Вега исправил сотни ошибок, содержавшихся в более ранних трудах других авторов; он даже объявил, что заплатит дукат (около 3 рублей золотом) за каждую обнаруженную в его издании ошибку. При жизни Веги в его труде были обнаружены две ошибки, за которые были выплачены 2 дуката; позднее были найдены ещё три. На основе таблиц Георга Веги в 1852 году Карл Бремикер подготовил первый сборник логарифмических таблиц, полностью свободный от ошибок.
Позднее Вега выпустил обширное комментированное издание семизначных таблиц (1793), за сто лет переиздававшееся более ста раз. В 1794 году он издал сборник десятизначных таблиц, активно использовавшихся много лет в астрономии и геодезии. Общее число переизданий таблиц Веги во всех странах измеряется сотнями. Начиная с 6-го издания Вега, чтобы снизить цену на свой труд и сделать его доступным для всех, отказался от авторского гонорара.
Вега активно содействовал международному принятию метрической системы мер и весов, выступал также за реформу измерения времени на основе десятичной системы.

## Память
В честь учёного названы:
- Лунный кратер,
- Астероид 14966 Jurijvega[англ.], открытый в 1997 году в словенской обсерватории «Чёрный Верх».
- Улица Вегова (Vegova) в Любляне.
- Несколько учебных заведений в разных городах Словении.
- Премия Веги, ежегодно присуждаемая в Словении молодым математикам.

В люблянском Техническом музее установлен памятник Веге (открыт в год столетнего юбилея со дня гибели учёного, 1902). Его портрет помещён на почтовую марку и 50-толаровую купюру Словении.

### Переводы на русский язык
- Вега Г. Таблицы семизначных логарифмов, 4-е издание, М.: Недра, 1971, 559 с.